# Bärblinge
Die Bärblinge (Danionidae) sind eine artenreiche und weitverbreitete Familie der Karpfenartigen; ihren deutschen Namen haben sie von ihrer Ähnlichkeit mit den Barben. Oft sind es kleine Fische von gerade einmal 2 bis 3 cm, bis hin zu höchstens 10 cm Länge. Es sind hauptsächlich Schwarm- oder zumindest Gruppenfische. Bärblinge leben in Afrika und in Süd-, Südostasien,  einschließlich der Inseln der Philippinen und Indonesiens, und Südchina (nur Perlfluss). Eine Art, Barilius mesopotamicus kommt im Nahen Osten vor. Die meisten Arten leben auf dem Indischen Subkontinent und in Südostasien. Es gibt Arten, die ausschließlich in ruhigen Flüssen und Tümpeln leben, aber auch Arten, die in Seen oder Flüssen leben. Einige Arten der Bärblinge sind beliebte Aquarienfische, darunter der Modellorganismus Zebrabärbling (Danio rerio).

## Merkmale
Bärblinge unterscheiden sich durch die Lage des Seitenlinienorgans von allen anderen Karpfenartigen. Sie ist bei ihnen nach unten durchgebogen und verläuft auf dem Schwanzstiel unterhalb der Mitte. Das Maul ist bei den meisten Bärblingen leicht oberständig. Die Rückenflosse beginnt immer hinter den Bauchflossen und hat zwei bis drei ungeteilte Flossenstrahlen und 6 bis 16 geteilte. Die Afterflosse ist kurz und hat 5 bis 17 geteilte Flossenstrahlen. Der Bauch der Bärblinge ist gerundet, niemals gekielt. Die meisten Arten haben keine Barteln; wenn sie vorhanden sind, sind sie relativ lang.

## Innere Systematik
- Familie Bärblinge (Danionidae)

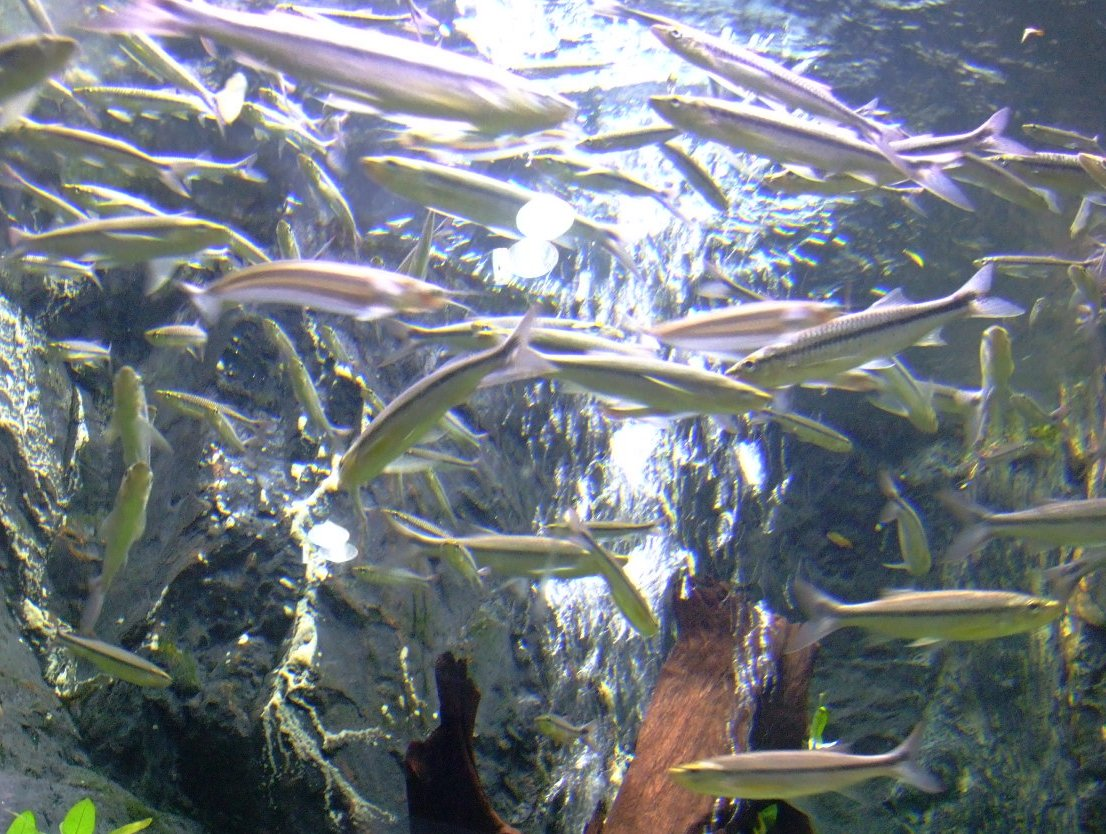
Luciosoma bleekeri

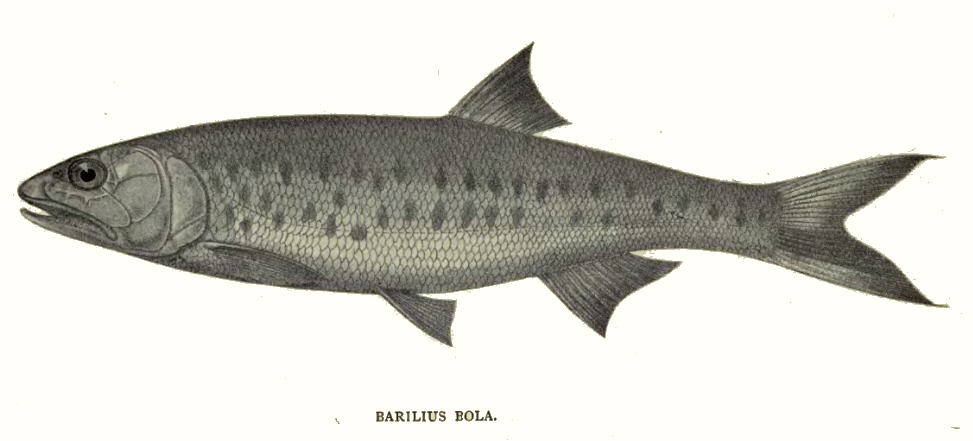
Raiamas bola

  - Unterfamilie Chedrinae Bleeker, 1863
    - Barilius Hamilton, 1822
    - Cabdio Hamilton, 1822
    - Chelaethiops Boulenger, 1899
    - Engraulicypris Günther, 1894
    - Leptocypris Boulenger, 1900
    - Luciosoma Bleeker, 1855
    - Malayochela Bănărescu, 1968
    - Nematabramis Boulenger, 1894
    - Neobola Vinciguerra, 1895
    - Opsaridium Peters, 1854
    - Opsarius McClelland, 1839
    - Raiamas Jordan, 1919
    - Rastrineobola Fowler, 1936
    - Salmophasia Swainson, 1839
    - Salmostoma Swainson, 1839
    - Securicula Günther, 1868

  - Unterfamilie Danioninae Bleeker, 1863Malabarbärbling (Devario aequipinnatus)

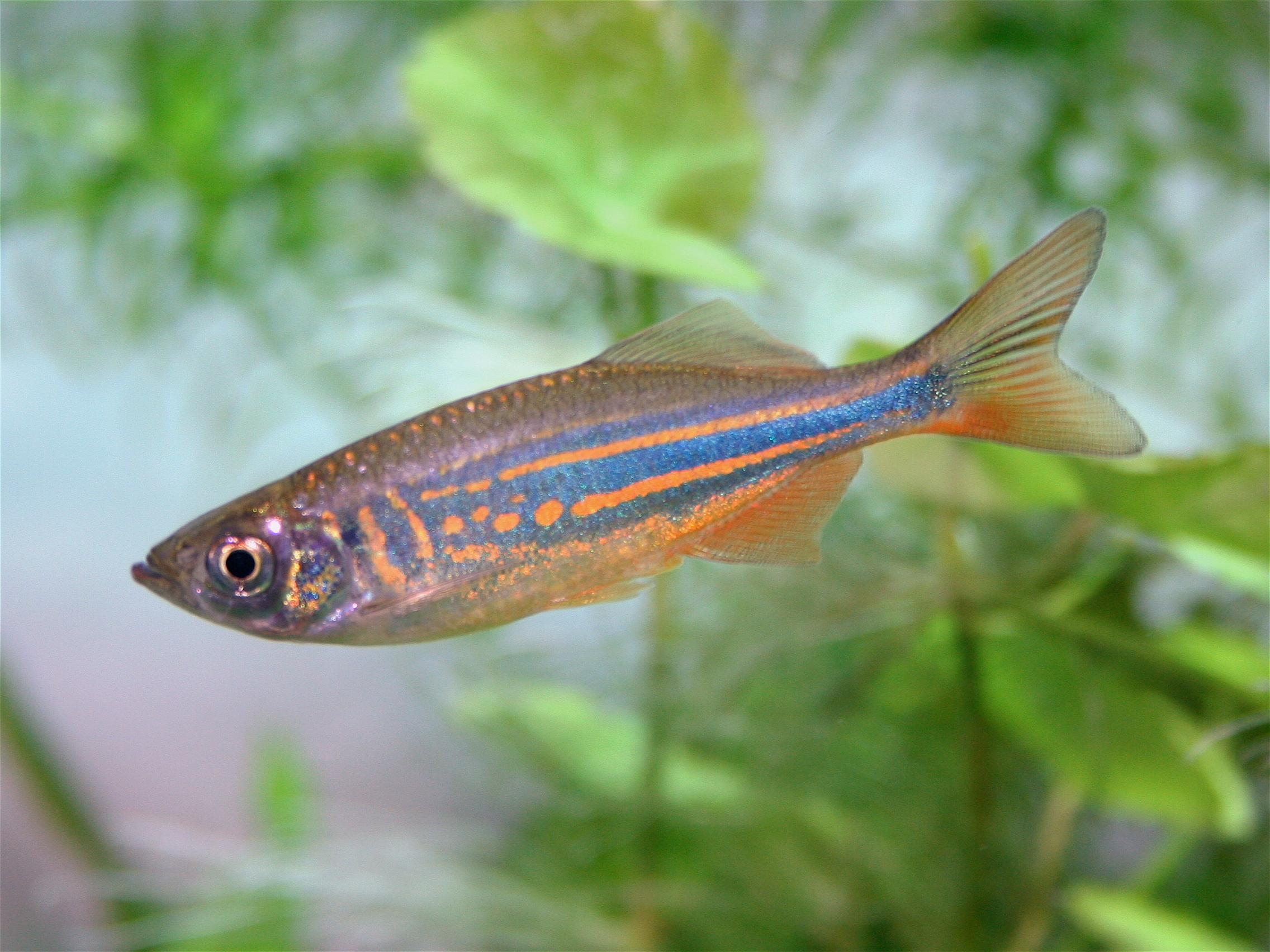
Malabarbärbling (Devario aequipinnatus)

    - Betadevario Pramod, F. Fang, Rema Devi, T. Y. Liao, Indra, Jameela Beevi & S. O. Kullander, 2010
    - Chela Hamilton, 1822
    - Danio Hamilton, 1822
    - Danionella Roberts, 1986
    - Devario Heckel, 1843
    - Laubuka Bleeker, 1860
    - Microdevario Fang, Norén, Liao, Källersjö & Kullander, 2009
    - Microrasbora Annandale, 1918

  - Unterfamilie Esominae Tan & Armbruster, 2018[2]
    - Esomus Swainson, 1839

  - Unterfamilie Rasborinae Günther, 1868Amblypharyngodon chulabhornaeKeilfleckbärbling (Trigonostigma heteromorpha)
    - Amblypharyngodon Bleeker, 1860
    - Boraras Kottelat & Vidthayanon, 1993

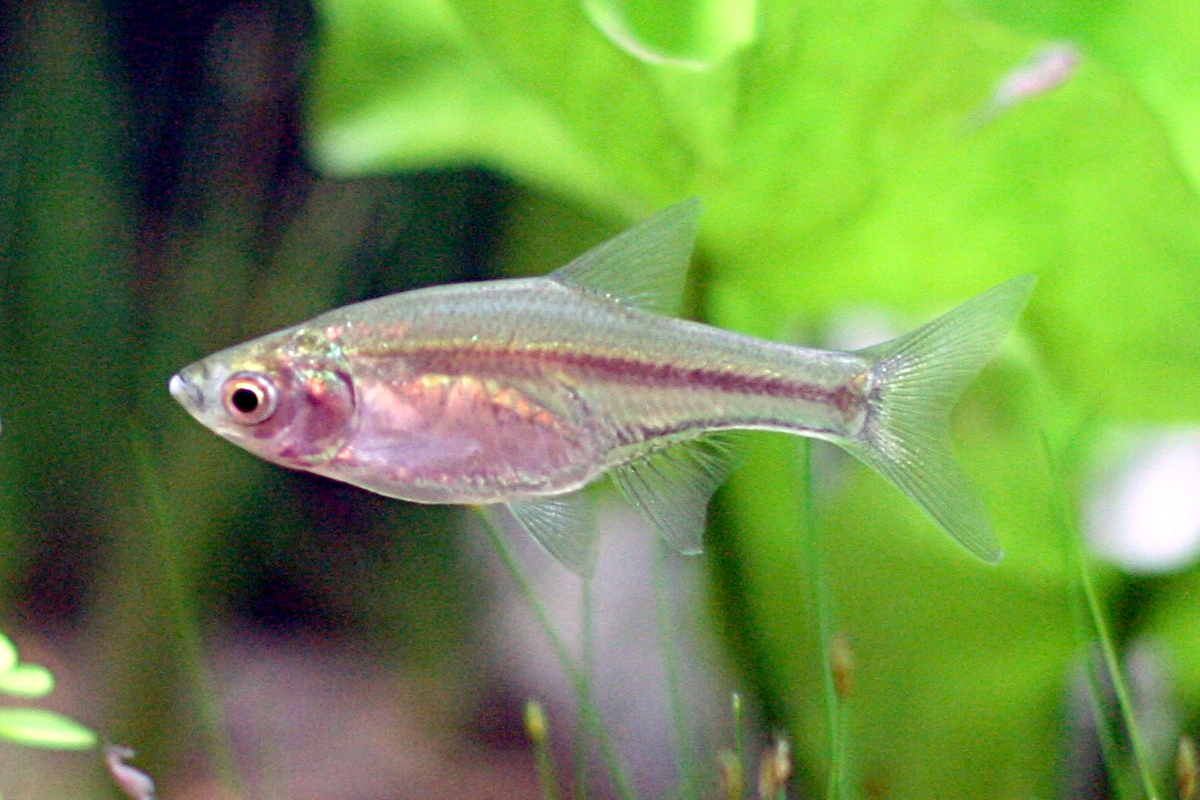
Amblypharyngodon chulabhornae

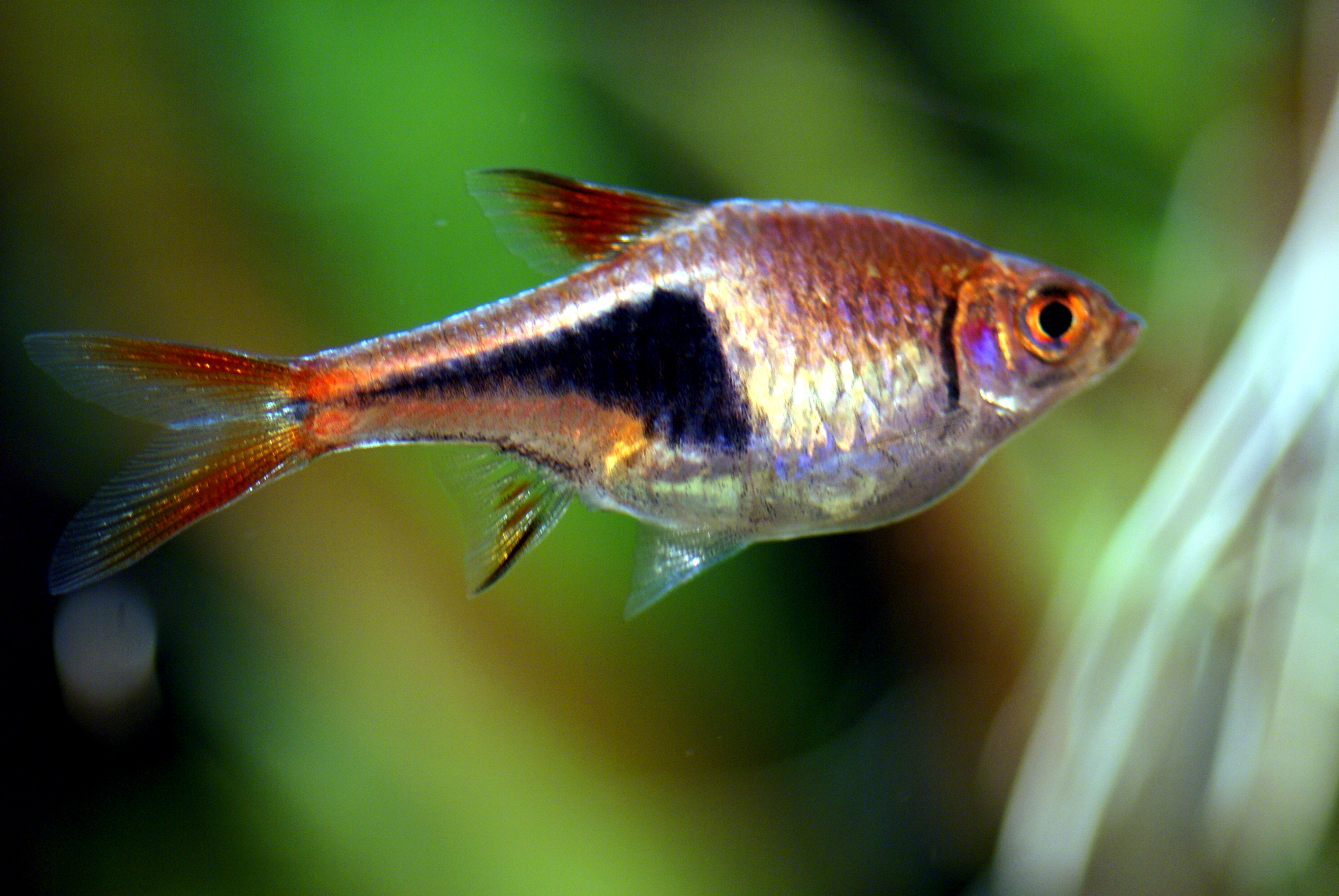
Keilfleckbärbling (Trigonostigma heteromorpha)

    - Brevibora Liao, Kullander & Fang, 2010
    - Horadandia Deraniyagala, 1943
    - Kottelatia Liao, Kullander & Fang, 2010
    - Pectenocypris Kottelat, 1982
    - Rasbosoma Liao, Kullander & Fang, 2010
    - Rasbora Bleeker, 1859
    - Rasboroides Bleeker, 1859
    - Trigonopoma Liao, Kullander & Fang, 2010
    - Trigonostigma Kottelat & Witte, 1999

## Systematik
Die Bärblinge wurden 1863 durch den niederländischen Ichthyologen Pieter Bleeker als Taxon eingeführt. Sie galten lange Zeit als Unterfamilie der Karpfenfische (Cyprinidae). Stout und Kollegen hoben im Jahr 2016 alle Unterfamilien der Cyprinidae in den Familienstatus. Die wissenschaftliche Fischdatenbank Catalog of Fishes übernahm dies und führt die Bärblinge ebenso wie die übrigen ehemaligen Unterfamilien der Cyprinidae inzwischen als eigenständige Familien. Die ehemaligen Tribus der Bärblinge haben jetzt den Rang von Unterfamilien.